# جون كولمان
جون كولمان (بالإنجليزية: John Coleman)‏ (3 مارس 1946 في المملكة المتحدة - ) هو لاعب كرة قدم بريطاني في مركز الظهير. لعب مع نادي يورك سيتي ونوتينغهام فورست وIlkeston F.C. ‏ ونادي مانسفيلد تاون.